# Municipio de Westfield (condado de Medina)
El municipio de Westfield (en inglés: Westfield Township) es un municipio ubicado en el condado de Medina en el estado estadounidense de Ohio. En el año 2010 tenía una población de 2482 habitantes y una densidad poblacional de 41,49 personas por km².

## Geografía
El municipio de Westfield se encuentra ubicado en las coordenadas 41°0′26″N 81°53′58″O / 41.00722, -81.89944. Según la Oficina del Censo de los Estados Unidos, el municipio tiene una superficie total de 59.82 km², de la cual 59,48 km² corresponden a tierra firme y (0,58 %) 0,35 km² es agua.

## Demografía
Según el censo de 2010, había 2482 personas residiendo en el municipio de Westfield. La densidad de población era de 41,49 hab./km². De los 2482 habitantes, el municipio de Westfield estaba compuesto por el 97,22 % blancos, el 0,44 % eran afroamericanos, el 0,12 % eran amerindios, el 0,48 % eran asiáticos, el 0,6 % eran de otras razas y el 1,13 % eran de una mezcla de razas. Del total de la población el 1,21 % eran hispanos o latinos de cualquier raza.